# المعسكر 1391
المعسكر 1391 أو الوحدة 1391 أو المُنشأة 1391، معسكر اعتقال تابع لقوات الدفاع الإسرائيلية في شمال إسرائيل ومخصص للمساجين «شديدي الخطورة». وكان يُدار من قبل الوحدة 504. لم يكن وجود السجن معروفًا للعامة قبل سنة 2003، وما تزال معظم المعلومات عنه سريّة، رغم أن المحكمة العليا في إسرائيل قد أمرت بإصدار بعض المعلومات حوله.

## الموقع
يقع المعسكر 1391 في إحدى قلاع تيغارد على الطريق رقم 574 بين كيبوتس باركا وكيبوتس معنيت في شمال إسرائيل، ويبعد عن تل أبيب مدة أقل من ساعة في السيارة.

### اكتشاف الموقع
تم اكتشاف موقع المعسكر بالصدفة من قبل المؤرخ الإسرائيلي «غاد كروازر»، الذي أثناء إجرائه لبحث حول مباني الشرطة البريطانية القديمة؛ عثر على خريطة رسمها أحد المعماريين الحكوميين منذ 70 سنة. بيّنت الخريطة وجود 62 مخفر شرطة في فلسطين في نهاية ثلاثينيات القرن العشرين وبداية الأربعينيات؛ حيث كان يخضع اليهود والعرب من النشطاء ضد الانتداب البريطاني للاستجواب. ولكن لم يظهر أحد المعسكرات «ميرتس» على أي خريطة إسرائيلية حديثة. في عام 2004، نشر كروازر مقالًا في مجلة أكاديمية وذكر في الحاشية موقع المعسكر.
بعد عدة أيام، تلقى كروازر اتصالًا من رقيب عسكري إسرائيلي يسأله لماذا لم يخضع المقال للتفتيش والرقابة قبل نشره.
وفقُا لصحيفة ذا غارديان فإن هذه المنشأة «تم طمسها من صور إسرائيل الجوية وإزالتها من الخرائط الحديثة».

## الإدارة
خضع المعسكر 1391 لإدارة جهاز الاستخبارات التابع لقوى الدفاع الإسرائيلية أكثر من خضوعه لجهاز الأمن العام الإسرائيلي.
قدمت «هموكيد»، وهي منظمة إسرائيلية كبرى مدافعة عن حقوق الإنسان؛ التماسًا إلى المحكمة العليا في إسرائيل للطعن في مدى قانونية المنشأة.

## الانتقادات
أُطلِق على المعسكر لقب «معتقل غوانتانامو الإسرائيلي»، وكان وجود المعسكر غير معروف حتى لـ «ديفيد ليباي»؛ وهو وزير العدل في حكومة إسحاق رابين وعضو في اللجنة الوزارية ذات الصلة بالخدمات السرية. وفقًا لـ «ليا تسيميل» المحامية الإسرائيلية المختصة في تقديم الاستشارات للفلسطينيين فإنه: «من الممكن لأي أحد يدخل المعتقل أن يختفي، وربما للأبد، إنه لا يختلف عن أي من تلك السجون الرديئة التي يديرها الديكتاتوريون في أمريكا الجنوبية».
وفقًا لتقارير من مساجين سابقين، كان يتم إدخال المعتقلين إلى المنشأة وهم معصوبو الأعين، ويوضَعون في زنزانات صغيرة (معظمها بمساحة 2 م x 2 م) محجوبة عن أشعة الشمس. كما كان يتم استخدام زنزانتَين أصغر (1.25 م x 1.25 م) مع أبواب فولاذية ثقيلة وجدران حمراء أو سوداء وعديمة الضوء تقريبًا؛ من أجل الحبس الانفرادي. لم تملك بعض الزنزانات دورات مياه مناسبة وكان الحرّاس يتحكمون بإطلاق المياه أو قطعها. مصطفى الديراني، قائد في حركة أمل، قبضت عليه إسرائيل في مايو 1994 وأُطلق سراحه عام 2004 في عملية تبادل أسرى. رفع مصطفى دعوى قضائية في محكمة تل أبيب يدّعي أنه قد تعرض للاعتداء الجنسي أثناء سجنه. أقرت الحكومة الإسرائيلية أنه «ضمن إطار تحقيق أجرته الشرطة العسكرية، ازدادت الشكوك بأن المحقق الذي كان يستجوب مقدم الشكوى هدد بإجراء فعل جنسي عليه».
لم يتم السماح للصليب الأحمر بزيارة مساجين المنشأة، ولم يُؤذَن لأي منظمة مستقلة أخرى بأن تستكشف الموقع. لم يتم إعلام المساجين أو عائلاتهم أو محامييهم بمكانهم. في عام 2003، وردًا على دعوى قضائية، قال محامو الحكومة الإسرائيلية أنه رغم سريّة الموقع، إلا أن المحتجزين الفلسطينيين احتفظوا بحقوقهم سليمة، وكان بإمكانهم أن يقابلوا محامييهم والصليب الأحمر في مواقع خارج المنشأة. في مايو عام 2009، قامت لجنة الأمم المتحدة المناهضة للتعذيب باستجواب مسؤولين إسرائيليين بشأن المنشأة وعبرت عن شكوكها حول تصريحاتهم.
صرحت اللجنة المناهضة للتعذيب كالتالي: «يقوم الأمن الإسرائيلي بشكل سري باحتجاز واستجواب مساجين في موقع مجهول يدعى» المعسكر 1391«ومن دون السماح بالدخول للّجنة، أو لمنظمة الصليب الأحمر العالمية، أو لمحاميي وأقرباء المساجين». كما تساءلت اللجنة لماذا لم يتم تسجيل عمليات الاستجواب في المعسكر 1391، وأعلنت أنه «بين عامي 2001 و2006، تم تقديم 600 شكوى تدّعي سوء المعاملة أو التعذيب، ولكن لم تتم متابعة أي منها».
يقول مسؤولون إسرائيليون أن المعسكر 1391 «توقف منذ عام 2006 عن احتجاز أو استجواب المتهَمين»، ولكن تم رفض عدة طلبات مقدمَة من اللجنة المناهضة للتعذيب إلى المحكمة العليا الإسرائيلية بغرض فحص المنشأة. كما رفضت المحكمة العليا الإسرائيلية فتح تحقيق حول الانتهاكات المزعومة، وصرحت أن القوات الإسرائيلية كانت منطقية في عدم سماحها في إجراء تحقيقات بشأن مزاعم التعذيب وسوء المعاملة وشروط الاحتجاز السيئة للمعتقلين. ردت اللجنة على ذلك بالتأكيد على أن مراكز الاحتجاز السرية هي انتهاك واضح لاتفاقية الأمم المتحدة المناهضة للتعذيب، وعبرت عن أنه على الدولة «التأكيد على ألا يتم احتجاز أي أحد في أي منشأة سرية تحت سيطرتها في المستقبل» وأنه على إسرائيل «إجراء التحقيقات والكشف عن وجود أي منشأة شبيهة وتحت أيّ سلطة تم إنشاؤها. ويجب عليها التأكيد أنه سيتم التحقيق بدون تحيز في جميع ادعاءات التعذيب وسوء المعاملة للمعتقلين في المنشأة 1391، ونشر النتائج للعامة، وأن يصبح أيُ منتهكين للاتفاقية المناهضة للتعذيب عرضة للمساءلة».